# Agatodor (Prieobrażenski)
Agatodor, imię świeckie: Pawieł Fliegontowicz Prieobrażenski (ur. 3 grudnia?/15 grudnia 1837 w Spasskim, zm. 1919) – rosyjski biskup prawosławny.

## Życiorys
Urodził się w bardzo biednej rodzinie. W dzieciństwie zmarł jego ojciec. W 1860 ukończył seminarium duchowne w Jarosławiu jako najlepszy student w swoim roczniku. 9 października tego samego roku został wyświęcony na kapłana. Mimo możliwości podjęcia wyższych studiów teologicznych, ks. Prieobrażenski, duchowny żonaty nie wstąpił do Akademii Duchownej, lecz w celu udzielania materialnej pomocy matce podjął pracę duszpasterską w parafii we wsi Woskriesienskoje, gdzie służył przez 23 lata. Od 1877 do 1884 pełnił ponadto obowiązki dziekana. W 1884 został przeniesiony do miasta Myszkin jako proboszcz parafii Zaśnięcia Matki Bożej przy soborze pod tym samym wezwaniem.
1 lutego 1888 ks. Prieobrażenski, będący od ponad 20 lat wdowcem, złożył wieczyste śluby mnisze, przyjmując imię Agatodor. Natychmiast został podniesiony do godności archimandryty i 28 lutego 1888 przyjął chirotonię biskupią na biskupa bałachińskiego, wikariusza eparchii niżnonowogrodzkiej. W czasie trzyletniej służby jako wikariusz szczególnie angażował się w działania na rzecz remontu Pieczerskiego Monasteru Wniebowstąpienia Pańskiego w Niżnym Nowogrodzie, którego był przełożonym.
2 marca 1891 został biskupem suchumskim. W nowej eparchii zajmował się organizacją prawosławnego szkolnictwa oraz działalnością misyjną wśród muzułmanów; w okresie pełnienia przez niego urzędu ok. 1000 z nich przeszło na prawosławie.
17 lipca 1893 został biskupem stawropolskim i kaukaskim, gdzie kontynuował swoją wcześniejszą działalność misyjną. Przyczynił się również do wzniesienia 240 nowych cerkwi i organizacji trzech monasterów. 6 maja 1907 otrzymał godność arcybiskupa. W 1919 brał udział w organizacji Tymczasowego wyższego zarządu cerkiewnego na południowym wschodzie Rosji (na terenach opanowanych przez Białych), honorowo przewodniczył soborowi, na którym ogłoszono jego powstanie. W tym samym roku zmarł jako metropolita (rok otrzymania godności jest nieustalony).